# Phthalazin
Phthalazin ist eine organische Verbindung, die zu den Heterocyclen (genauer: Heteroaromaten und Diazanaphthalinen) zählt. Die Verbindung besteht aus einem Benzolring, an dem ein Pyridazinring anelliert ist. Phthalazin ist isomer zu Chinazolin, Chinoxalin und Cinnolin.

## Gewinnung und Darstellung
Phthalazin kann durch Kondensation von ω-Tetrabromorthoxylol mit Hydrazin oder durch Reduktion von Chlorphthalazin mit Phosphor und Iodwasserstoff gewonnen werden.
Ebenfalls möglich ist die Darstellung durch Oxidation von 1-Hydrazinophthalazin.

## Eigenschaften
Phthalazin ist ein blassgelber Feststoff, der löslich in Wasser ist. Es besitzt basische Eigenschaften und bildet Additionsprodukte mit Alkyliodiden. Phthalazin und seine Derivate kommen nicht in der Natur vor.

## Verwendung
Phthalazin wird als Ausgangsprodukt für verschiedene organischen Synthesen verwendet.